# Vizor

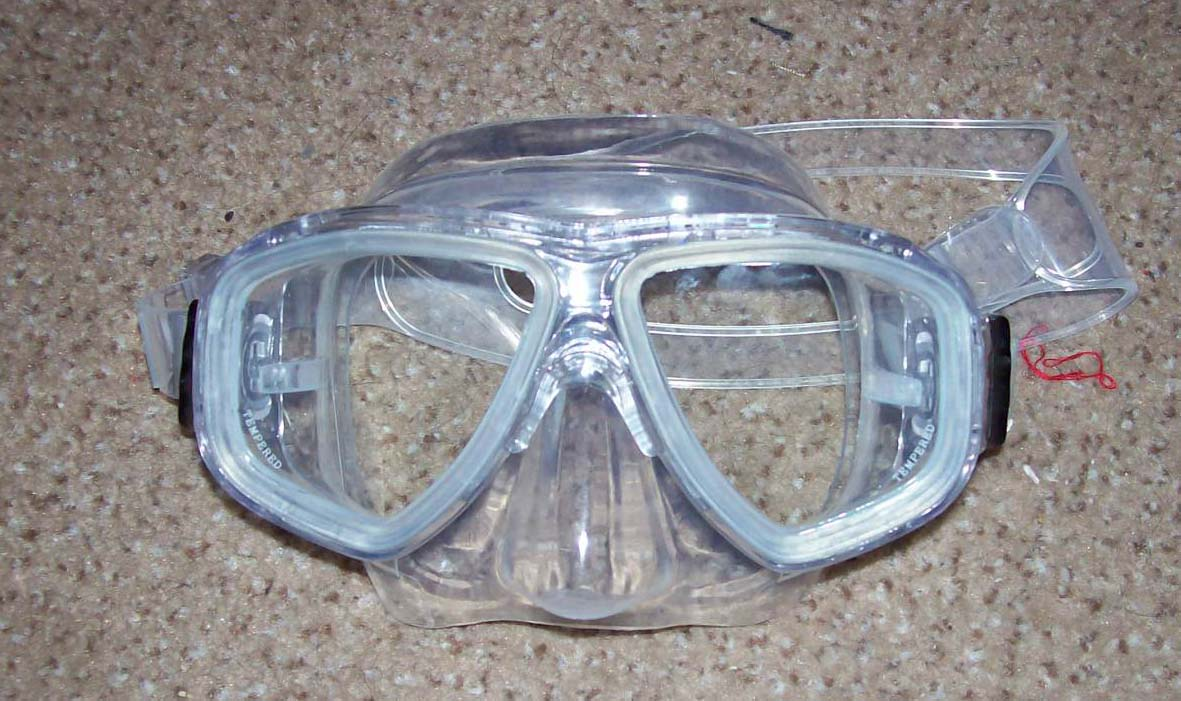
Vizor cu volum mic

Vizorul sau masca este o piesă de bază a echipamentului de scufundare ce acoperă și nasul permițând scafandrului să poată vedea sub apă.
Scufundătorii de început purtau ochelari de protecție etanși, cu lentile. Lentilele ofereau spații cu aer în fața ochilor, dând astfel posibilitatea vederii sub apă.
Primul vizor destinat scufundării a fost inventat în anul 1865, însă abia în 1937 Alex Kramarenko brevetează la Nisa vizorul cu un singur geam. Acesta avea, în loc de două lentile delimitând două spații cu aer în fața ochilor, o jupă cu un singur geam, mai mare, care acoperea atât ochii cât și nasul într-un singur spațiu cu aer. Cu acest vizor, scafandrul putea să expire aer pe nas pentru a mări presiunea în interiorul vizorului, egalând-o cu presiunea apei din exterior. Această concepție de realizare, caracteristică primului vizor, a suferit puține modificări de fond din momentul inventării până în prezent.

## Tipuri de vizoare
Există foarte multe tipuri de vizoare, de diferite forme și mărimi: cu unul sau cu două geamuri, cu sau fără lentile corectoare, cu sau fără supapă pentru evacuarea apei, cu sau fără colierul de fixare al geamului, cu jupă cu simplă sau dublă etanșare, obișnuite (care acoperă doar ochii și nasul) sau faciale (care acoperă și gura), cu vedere frontală sau panoramică (laterală) etc. Important este ca aderența vizorului pe figură să fie bună. De aceea, alegerea vizorului se va face funcție de configurația feței. 
Funcție de volumul de aer pe care îl delimitează, vizoarele se pot împărți în vizoare cu volum mic și vizoare cu volum mare. 

Scufundătorul care practică scufundarea liberă (în apnee), având la dispoziție doar aerul din plămâni, are nevoie de un vizor cu volum mic datorită faptului că, pentru a compensa presiunea aerului din vizor, acesta nu poate expira pe nas o cantitate mare de aer ce este necesară compensării vizorului cu volum mare, de aceea la un vizor pentru scufundarea liberă, geamul va fi mai apropiat de fața scufundătorului, iar nasul va fi acoperit de o jupă având forma acestuia, prin aceasta spațiul din interiorul vizorului fiind redus la minimum.
Scafandrul care efectuează scufundări autonome cu aer, va putea folosi un vizor cu volum mare deoarece acesta, având la dispoziție suficient aer, poate expira în vizor atâta aer cât este necesar pentru compensarea presiunii din vizor până devine egală cu presiunea ambiantă. 
Din categoria vizoarelor cu volum mare fac parte și vizoarele cu vedere panoramică sau cu vedere laterală, care sunt foarte potrivite pentru scufundarea autonomă cu aparat de respirat cu aer. Cele două geamuri laterale ale vizorului măresc câmpul vizual al scafandrului, asigurând o vedere panoramică. Pentru ambele tipuri de scufundări, liberă și cu aer comprimat, se poate alege un vizor de uz general. Acesta delimitează un volum de aer în fața ochilor nici prea mare, dar nici prea mic, asigurând scufundătorului un câmp vizual mediu.

## Elemente componente
- Jupă de etanșare - Parte elastică din cauciuc sau ce servește la asigurarea unei etanșări corespunzătoare la aplicarea pe figură.

- Geam - este realizat din sticlă specială și trebuie să aibă înscris pe el faptul că a fost tratat termic și securizat.

- Colier - cu ajutorul căruia se fixează geamul vizorului.

- Baretă - cu care se prinde vizorul pe cap.

- Bosaj sau sistemul de egalizare a presiunii din urechi - se află în dreptul nasului și nu trebuie să lipsească de la nici unul din vizoarele utilizate. Acesta permite strângerea nărilor, din exteriorul vizorului, cu mâna pentru a efectua manevra Valsalva pentru egalizarea presiunii din urechea medie cu presiunea din mediul acvatic exterior.

- Supapă de golire (vidare) a vizorului de apa pătrunsă în interior - trebuie să fie cu sens unic (cu deschidere dinspre interiorul vizorului către exterior). Aceasta permite evacuarea în exterior a apei din interiorul vizorului împreună cu aerul expirat pe nas, dar nu permite apei din exterior să intre în vizor. Supapa de golire a vizorului este amplasată în partea inferioară a vizorului, fie în geam, fie în jupă. Cu cât supapa este mai mare, cu atât apa din vizor va fi evacuată mai rapid, evacuarea apei fiind posibilă chiar și atunci când vizorul este complet inundat.

## Utilizare
Înainte de a intra în apă, pe geamul vizorului trebuie aplicată o soluție specială împotriva aburirii, urmată de clătirea acestuia. Aburirea geamului are loc datorită condensării vaporilor din aerul umed și mai cald din interiorul vizorului pe suprafața interioară a geamului aflat în contact cu apa mai rece din exterior. Pentru evitarea aburirii se folosește, de obicei, saliva.
Unul din procedeele care trebuie bine știute pentru a folosi în mod eficient un vizor este acela al golirii (vidării) vizorului de apa pătrunsă în mod accidental, cu ajutorul aerului expirat pe nas. Prin acest procedeu, se poate vida un vizor fără supapă, în poziție orizontală sau verticală.
Alt procedeu se referă la egalizarea, în timpul coborârii sub apă, a presiunii din interiorul vizorului și a presiunii din urechea medie cu presiunea exterioară corespunzătoare adâncimii la care se află scafandrul. Pe măsură ce scafandrul coboară sub apă, datorită creșterii presiunii hidrostatice, vizorul este presat pe figură. Acest fenomen se numește „placaj“ și poate provoca dureri faciale și chiar hemoragii. Pentru a evita apariția acestui fenomen, trebuie egalizată presiunea aerului din vizor cu cea a apei din exterior, prin suflarea de aer, pe nas, în interiorul vizorului, ori de câte ori este nevoie. Tot în timpul coborârii scafandrului în apă, datorită creșterii presiunii exterioare, există posibilitatea ca presiunea aerului din urechea medie să rămână mai scăzută decât presiunea exterioară, aceasta conducând la deformarea timpanului către interior și la apariția unor dureri violente în ureche. Pentru anularea acestor fenomene neplăcute, se va proceda la egalizarea presiunii din ureche cu presiunea exterioară printr-o manevră de tip Valsalva. Această manevră permite deschiderea trompelor lui Eustache și introducerea de aer sub presiune în urechea medie până la echilibru. Manevra constă din strângerea nărilor cu mâna, din exterior, prin intermediul bosajului vizorului, urmată de suflarea de aer către trompele lui Eustache care se desfac asigurând egalizarea presiunii din urechea medie cu presiunea exterioară. Se mai pot utiliza și alte metode de echilibrare constând din mișcarea maxilarelor sau înghițirea de salivă (deglutiție), ambele metode conducând la deschiderea trompelor lui Eustache și deci la compensarea presiunii din urechea medie. 